# Seckendorffer Schloss
Das Seckendorffer Schloss ist ein abgegangenes Schloss  der Herren von Seckendorff im Nordwesten des Ortsteils Triesdorf der Marktgemeinde Weidenbach im Landkreis Ansbach in Mittelfranken in Bayern.

## Geschichte
Das Seckendorffer Schloss hat sich aus einer Wasserburg entwickelt, die erstmals 1386 in den Händen der Hohenecker Linie der Herren von Seckendorff erwähnt wurde. Auf welche Weise dieses Geschlecht in deren Besitz kamen und wer die Erbauer der Burg waren, ist unbekannt. 1469 wurde die Burg durch Burkhard von Seckendorff dem Ansbacher Markgrafen Albrecht Achilles zu Lehen aufgetragen, die zugehörigen Güter blieben im allodialen Eigentum der Seckendorff. 1541 starb die Linie auf Triesdorf aus, worauf die Burg an die Linie Nold des Adelsgeschlechts gelangte. Der Markgraf von Ansbach wollte das Lehen bei dieser Gelegenheit einziehen und befahl dem Feuchtwanger Amtmann Friedrich von Knobelsdorff, die Burg zu besetzen. Die Seckendorffer Burgbesatzung zog aber die Zugbrücke hoch und verweigerten ihm den Zutritt zur Burg, so dass er unverrichteter Dinge wieder abziehen musste. Diese Standhaftigkeit wurde mit der erneuten Belehnung mit der Burg im Jahr darauf belohnt. Im Jahr 1600 veräußerte Wolf-Balthasar von Seckendorff die Burg und den mittlerweile stark geschrumpften Besitz schließlich doch an den Markgrafen von Ansbach. Die Markgrafen verpachteten Burg und Wirtschaftshof. 1615 wurde mit der Umgestaltung Triesdorfs zu einer markgräflichen Sommerresidenz begonnen. Markgraf Joachim-Ernst überließ das Gut 1619 seiner Gattin zum lebenslangen Nießbrauch und als Wittum. Sein Nachfolger Markgraf Albrecht II. überließ Schloss und Gut Triesdorf 1652 seiner Frau Sophia Margarete von Oettingen. Mit dem Bau des Weißen Schlosses ab 1682 diente das Schlossgebäude nur noch als eine Art Rumpelkammer, im Erdgeschoss wurde eine Wachstube eingerichtet. Diese wurde 1736/37 zu einer Kaserne für eine Husareneinheit erweitert. 1789/90 wurden aufgrund ihres schlechten Bauzustandes sämtliche Gebäude mit Ausnahme des Torhauses abgerissen, die Husarenkaserne folgte nach 1805.

## Beschreibung
Der einzige noch bestehende Bau des Schlosses ist das Torhaus, ein zweigeschossiger Fachwerkbau mit Satteldach, der dendrochronologisch auf die Jahre 1676/77 datiert ist. Das nicht mehr bestehende Herrenhaus war ein dreigeschossiger Steinbau mit dreigeschossigen Fachwerkgiebel auf der Nordseite des Burghofes. Ein hölzerner Laufsteg verband es mit einem runden Flankierungsturm im Verlauf der Ringmauer. Ein zweiter Turm lag gegenüber auf der Ostseite. Wahrscheinlich trennte ursprünglich eine Mauer zwischen beiden Türmen die Hauptburg von der südlich gelegenen Vorburg ab, zu der auch das noch vorhandene Torhaus gehörte.